# Pontifícia Universitat Catòlica de Valparaíso
La Pontifícia Universitat Catòlica de Valparaíso, coneguda també com a Universidad Católica de Valparaíso (UCV), és una de les sis universitats catòliques de Xile, situada a la ciutat xilena de Valparaíso. Fundada l'any 1925.

## Descripció
Té la seu principal al centre de Valparaíso, ciutat on arriben milers d'estudiants de tot el país. La data de la seva fundació va ser el 21 de setembre de l'any 1925, per la contribució econòmica d'Isabel Brown Caces i les seves filles.
Les seves primeres classes van ser el 25 de març de 1928 a 250 alumnes en les seves dues facultats: Indústries i Ciències Aplicades; i Comerç i Ciències Econòmiques. En el seu aniversari, l'any 2003, el Papa Joan Pau II li atorgà el títol de Pontifícia.
Avui és una de les més importants universitats de Xile, i amb la Universitat de Concepción és la més important universitat fora de la capital, Santiago de Xile.